# 欧陽紇
欧陽 紇（歐陽紇、おうよう こつ、大同4年（538年）- 太建2年2月29日（570年3月21日））は、南朝陳の軍人。字は奉聖。本貫は長沙郡臨湘県。

## 経歴
南朝陳の広州刺史の欧陽頠の子として生まれた。天嘉年間、黄門侍郎・員外散騎常侍に任じられた。安遠将軍・衡州刺史に転じた。天嘉4年（563年）、父が死去すると、陽山郡公の封を嗣ぎ、都督交広等十九州諸軍事・広州刺史に任じられた。号は軽車将軍に進んだ。
南朝陳の朝廷は周迪・留異・陳宝応・華皎らのように地方に割拠した勢力の反乱に苦しめられており、宣帝は欧陽紇が長らく南方に地盤を置いていることから疑いを抱いていた。太建元年（569年）、欧陽紇は左衛将軍として召還を命じられた。欧陽紇は処罰をおそれて命に従わず、部下の多くが反乱を勧めたこともあって、挙兵して衡州刺史の銭道戢を攻撃した。銭道戢が反乱の勃発を南朝陳の朝廷に報告したため、儀同の章昭達が派遣されて欧陽紇を討った。太建2年（570年）、欧陽紇は章昭達に敗れて捕らえられ、建康に送られて市で斬られた。享年は33。家族は奴隷に落とされたが、子の欧陽詢は幼年のために許された。

## 伝記資料
- 『陳書』巻9 列伝第3
- 『南史』巻66 列伝第56